# Народна прогресивна партія Гаяни
Народна прогресивна партія Гаяни — ліва політична партія в Гаяні. Незмінно перемагає на парламентських виборах з 1992.

## Історія
Партія була створена за ініціативою марксистів на чолі з Чедді Джаганом у 1950. І вже в 1951 відбувся 1-й з'їзд партії. Партія почала активно об'єднувати сили та в 1953 перемогла на виборах, але незабаром було відсторонена британськими колонізаторами. Але НППГ знову зібрала сили й на наступних виборах знову здобула перемогу. Ставши керівною партією, НППГ вимагало незалежності. Були встановлені дружні відносини з рядом соціалістичних країн. На 16-му з'їзді партії остаточно було прийнято рішення про становлення на шлях марксизму-ленінізму і демократичного централізму. У 1969 взяла участь в міжнародній Нараді комуністичних і робітничих партій в Москві.
У 1997 році помер беззмінний лідер партії Чедді Джаган. Посаду лідера НППГ і президента країни зайняла його дружина — Джанет Джаган. У серпні 1999 пішла у відставку з посади президента після перенесеного серцевого нападу. Згідно з конституцією, в. о. президента став прем'єр-міністр Бхаррат Джагдео.
На виборах в 2006 отримала 54,6 % голосів і 36 з 65 місць в парламенті на чолі з Дональдом Рамотаром. Партія незмінно при владі з виборів 1992 року і наразі займає 32 з 65 місць в Національних зборах. Підтримується головним чином індогаянцями.